# 411vm 8
411vm 8 je osma številka 411 video revije in je izšla septembra 1994.

## Vsebina številke in glasbena podlaga
Glasbena podlaga je navedena v oklepajih.
- Openers Chris Senn, Quim Cardona, Marcelle Johnson, Bill Pepper, Kien Lieu, Dan Sudko, Pepe Martinez, Andy MacDonald, Ricky Oyola, Neal Hendrix, Chet Thomas
- Chaos (Justice System - Soulstyle)
- Wheels of fortune Rich Colwell, Mike Maldonado, James Riff, Matt Milligan (Justice System - Santana, Federation - Life so free)
- Industry Element (Digable planets - 9th wonder)
- Metrospective Madison, Wisconsin (Souls of mischief - Never no more)
- Fine tuning Pat Channita, Reese Forbes (The Selecter - The Selecter)
- Skate camp Visalia (Galliano - Long time gone)
- Road trip Girl/Chocolate/The firm, Element/New Deal/Mad Circle, SMA (Coolio - I remember (kendal's j funk), Justice system - Summer in the city (sunshine blend), Fretblanket - 1941)
- Contests Radlands street and vert, Venice street grind, Munster street (Dexy's midnight runners - Come on Eileen, Digable planets - Graffiti, Fretblanket - Junkfuelled)
- Rookies Fred Gall, Phil Shao (Digable planets - K.B.'s alley, No Use for a Name - Until it's gone)
- Private property ASR sejem